# Landing Ship Tank
Landing Ship Tank (LST) var en serie av landstigningsfartyg avsedda för att landsätta stridsvagnar direkt på stränder, som utvecklades i Storbritannien och USA under andra världskriget. Den första serien fartyg byggdes av Storbritannien genom att konvertera tre existerande fartyg. Senare fartyg var konstruerade från grunden som landstigningsfartyg.

## Maracaibo
Evakueringen från Dunkerque 1940 visade på behovet av oceangående landstigningsfartyg som kunde lasta av stridsvagnar och andra fordon direkt på en strand. Som en tillfällig lösning så byggde man om tre oljetankers avsedda för fart på den grunda Maracaibosjön i Venezuela, på grund av deras ringa djupgående. Fartygen försågs med bogportar och en dubbelledad 30 meter lång fordonsramp. Fartygen tjänstgjorde i Operation Torch 1942, men deras trubbiga för begränsade deras hastighet betänkligt.

## LST Mark 1

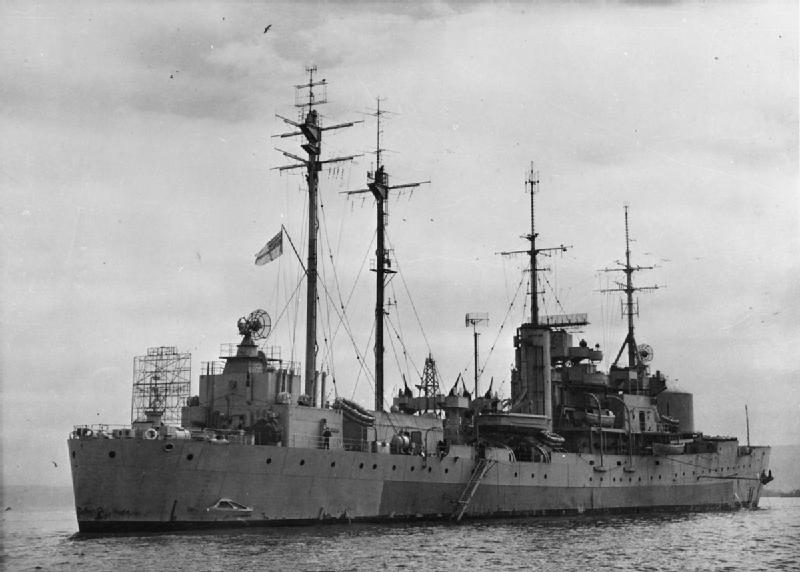
som Fighter Direction Ship under operation Overlord.

Landing Ship Tank Mark 1 var de första landstigningsfartygen för stridsvagnar som byggdes från grunden. För att kunna bära den önskade lasten av 13 Churchill-stridsvagnar, 27 andra fordon och 200 soldater i en hastighet på 18 knop, kunde fartygen inte ha det grunda djupgåendet som skulle underlätta avlastning på stränderna. Som ett resultat så fick de utrustas med en lång fordonsramp som stuvades bakom bogportarna. LST Mark 1 beställdes i mars 1941 och byggdes bara i tre exemplar. Alla tre fartyg byggdes om till Fighter Direction Ships inför Operation Overlord. Ytterligare sju stycken Mark 1 planerades att byggas på amerikanska varv men på grund av problem med konstruktionen och att konstruktionsarbetet på LST Mark 2 fortlöpte i god fart så skrotades dessa planer. Byggandet av de tre Mark 1 var inte klart förrän 1943 och då hade redan flera Mark 2 levererats från amerikanska varv.

## LST Mark 2

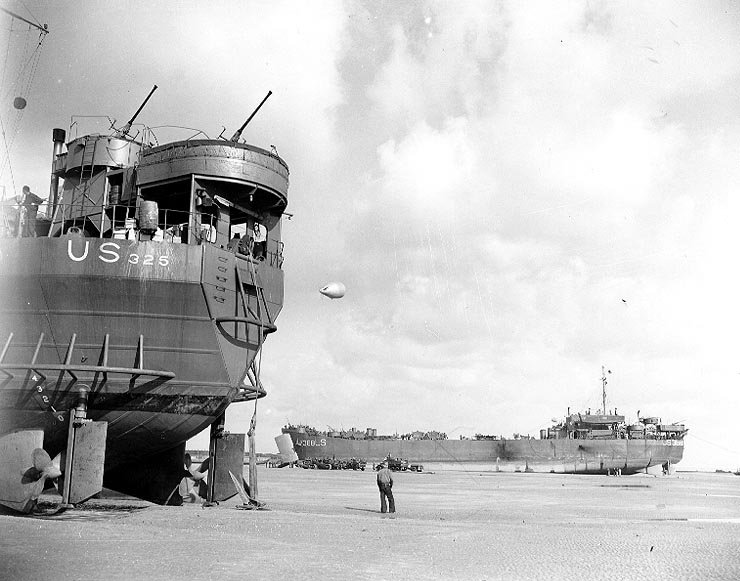
och lossar förnödenheter medan de är strandade av tidvattnet under Operation Overlord den 12 juni 1944.

Efter Atlantkonferensen i Argentia, Newfoundland i augusti 1941, mellan Franklin D. Roosevelt och Winston Churchill där riktlinjerna för det pågående kriget drogs upp, så anlände i november 1941 en delegation från den brittiska Admiralty till USA för att diskutera byggnationen av fartyg för brittiska behov med Bureau of Ships. Ett av besluten var att inte producera LST Mark 1 i USA utan att låta Bureau of Ships konstruera en ny version Landing Ship Tank Mark 2 som enbart skulle byggas på amerikanska varv för att låta brittiska varv koncentrera sig på örlogsfartyg. Specifikationen som man enades om krävde att fartygen skulle kunna korsa Atlanten på egen hand, men kravet på hastighet sänktes till 10 knop för att kunna ge fartygen ett mindre djupgående i fören vid landstigning. För att klara av de motstridiga kraven på större djupgående vid färd över oceaner och minimalt djupgående vid landstigning, så försågs fartygen med ett omfattande ballastsystem. Ett kraftfullt ankarspel med ankare i aktern gav fartygen möjlighet att dra loss sig själva från landstigningsstränder. Ett första utkast på konstruktionen av fartygen sändes till Storbritannien den 5 november 1941 som omedelbart godkändes, Admiralty beställde 200 LST Mark 2 som skulle levereras inom ramen för Lend-Lease. Det första utkastet var på ett fartyg 85 meter långt men eftersom konstruktionsarbetet fortskred så reviderades längden till 100 meter, en bredd på 15 meter och ett minsta djupgående på 1,2 meter. Mark 2 kunde transportera en last på 1900 ton av stridsvagnar och andra fordon.

### Produktion
Den första LST Mark 2 kölsträcktes den 10 juni 1942 på Newport News i Virginia och sjösattes i oktober. Totalt hade 23 stycken tagits i tjänst under 1942. Byggnadsprogrammet för LST var högt prioriterat men för att inte konkurrera om de varv som hade kapacitet att bygga större fartyg så etablerades nya varv längs floder i inlandet i mellanvästern. Av de 1051 som byggdes under kriget så byggdes 670 stycken av fem varv i inlandet. Chicago Bridge and Iron byggde 156 stycken vid sitt varv i Seneca.

## LST Mark 3
Landing Ship Tank Mark 3 var en följd av ett större brittiskt behov av landstigningsfartyg, dessa skulle byggas på brittiska och kanadensiska varv. Två viktiga begränsningar gjorde en större omkonstruktion nödvändig. Den första var den begränsade tillgången på de 12-567 dieselmotorer som användes i den amerikanska produktionen av LST Mark 2, den tillgängliga ersättningen var tunga fyrcylindriga trippelexpansionsmaskiner som var avsedda till en serie avbeställda fregatter. Dessa levererade mycket större effekt än de tilltänkta dieselmotorerna men var så pass tunga att betydande omkonstruktion av skrovet var nödvändig. Den andra begränsningen var bristen på varv som klarade av svetsning så skroven fick konstrueras för nitning. Det tyngre skrovet och tunga maskineriet gjorde att farten bara blev 3 knop snabbare än LST Mark 2 trots betydligt högre effekt.